# Dziedzictwo (serial telewizyjny)
Dziedzictwo (ang. Legacy, 1998–1999) – amerykański serial obyczajowy stworzony przez Chrisa Abbotta.
Światowa premiera serialu miała miejsce 9 października 1998 roku na kanale UPN. Ostatni odcinek został wyemitowany 30 lipca 1999 roku. W Polsce serial nadawany był na kanale TVP1.

## Obsada
- Brett Cullen jako Ned Logan
- Jeremy Garrett jako Clay Logan
- Grayson McCouch jako Sean Logan
- Ron Melendez jako Jeremy Bradford
- Lea Moreno jako Alice Logan
- Sarah Freeman jako Lexy Logan (wymieniona w czołówce jako Sarah Rayne)
- Sharon Leal jako Marita
- Lisa Sheridan jako Vivian Winters
- Steven Williams jako Isaac

## Spis odcinków
| N/o            | Tytuł angielski    |
| -------------- | ------------------ |
|                |                    |
| SERIA PIERWSZA |                    |
|                |                    |
| 01             | The Gift           |
|                |                    |
| 02             | Tango              |
|                |                    |
| 03             | Blood Relative     |
|                |                    |
| 04             | Brother Love       |
|                |                    |
| 05             | Emma               |
|                |                    |
| 06             | The Search Party   |
|                |                    |
| 07             | Kind Eye           |
|                |                    |
| 08             | The Big Fix        |
|                |                    |
| 09             | Homecoming         |
|                |                    |
| 10             | Winner's Circle    |
|                |                    |
| 11             | Full House         |
|                |                    |
| 12             | Just Kissed        |
|                |                    |
| 13             | The Rivals         |
|                |                    |
| 14             | Winter's Storm     |
|                |                    |
| 15             | A New Beginning    |
|                |                    |
| 16             | A House Divided    |
|                |                    |
| 17             | Where Spirit Lives |
|                |                    |
| 18             | Masquerade         |
|                |                    |

## Nagrody i nominacje

### Young Artist Awards
- 1999 – Sarah Freeman - wygrana w kategorii Best Performance by a Young Actress in a Drama TV Series
- 1999 – Sarah Freeman - wygrana w kategorii Best Performance in a TV Drama Series - Supporting Young Actress